# From a Jack to a King
"From a Jack to a King" er en komposition fra 1957 af sanger og sangskriver Ned Miller.
Sangen blev indspillet af Ned Miller i 1957 og kort tid senere af både Jim Lowe og Jim Reeves. Elvis Presley indspillede sin version af "From A Jack To A King" i 'American Studios' i Memphis den 21. januar 1969 og udsendte den på sit dobbeltalbum Elvis – From Memphis To Vegas/From Vegas To Memphis i november 1969.

## Historien i sangen
Sangen leger med ordene fra kortspillets verden og beskriver, hvordan man (sangeren) går fra at være Knægt til at blive Konge ved at spille sit Es og dermed vinde spillets Dronning og drage bort med hendes Hjerte.
Citat fra Ned Millers oprindelige tekst til sangen:
From A Jack To A King.
From loneliness to a wedding ring.
I played an Ace and I won a Queen,
And walked away with your heart.

## Sangen i dansk udgave
På albummet Kandis 3 fra 1992 med den danske gruppe Kandis findes sangen i en dansk version, "Du kan regne med mig", med dansk tekst af T. Eschen.